# Gérald Passi
Gérald Passi, francoski nogometaš, * 12. januar 1964.
Za francosko reprezentanco je odigral 11 uradnih tekem in dosegel dva gola.